# This Is Your Time (Michael W. Smith)
This Is Your Time è l'undicesimo album in studio del cantante statunitense Michael W. Smith, pubblicato il 23 novembre 1999.

## Tracce
1. Rince De – 1:30 (Michael W. Smith)
2. Hey You It's Me – 4:03 (Michael W. Smith, Nik Kershaw)
3. Worth It All – 4:03 (Michael W. Smith, Tim Putnam, Deborah D. Smith)
4. I Will Be Your Friend – 3:19 (Michael W. Smith, Cindy Morgan)
5. This Is Your Time – 4:29 (Michael W. Smith, Wes King)
6. I Will Carry You – 5:04 (Michael W. Smith, Eric Laughlin)
7. She Walks With Me – 3:42 (Michael W. Smith, Beth Nielsen Chapman)
8. Reach Out to Me – 3:59 (Michael W. Smith, Dan Haseltine)
9. I Still Have the Dream – 4:18 (Michael W. Smith, Raymond Boyd, Kevin Jonas)
10. I'm Gone – 4:31 (Michael W. Smith, Ginny Owens)
11. Anna – 4:16 (Michael W. Smith, Wayne Kirkpatrick)
12. Everybody Free – 4:43 (Michael W. Smith, Chris Rice)
13. This Is Your Time (Reprise) – 2:25 (Michael W. Smith)

## Classifiche
| Classifiche (1999) | Posizione massima |
| ------------------ | ----------------- |
| Stati Uniti        | 21                |